# Langue des signes finnoise
La langue des signes finnoise (suomalainen viittomakieli, SVK)  est une langue des signes utilisée par les sourds et leurs proches en Finlande. Elle est officiellement reconnue dans la constitution depuis août 1995.

## Histoire
La Langue des signes finnoise est officiellement reconnue dans la constitution depuis août 1995:
Article 17 - Droit à sa propre langue et culture . [...] Les droits des personnes utilisant la langue des signes et de personnes ayant besoin d'interprétation ou d'une traduction en raison d'un handicap sont garantis par la loi.

### Personnes-clés
- Liisa Kauppinen
- Markku Jokinen